# Karl Taylor Compton

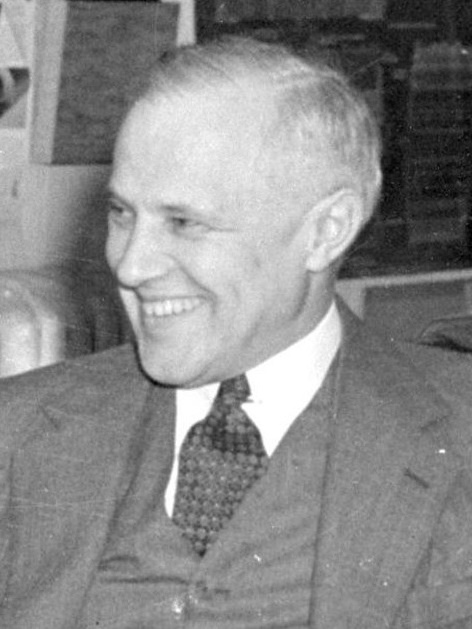
K. T. Compton

Karl Taylor Compton (* 14. September 1887 in Wooster, Ohio; † 22. Juni 1954 in New York, N.Y.) war ein US-amerikanischer Physiker. Er war der älteste Bruder des Physikers Arthur Holly Compton. Von 1930 bis 1948 war er Präsident des Massachusetts Institute of Technology (MIT).
Compton studierte an der Wooster University und wurde 1912 an der Princeton University in Physik promoviert. Er war dort Schüler von Owen Willans Richardson. Danach war er Instructor am Reed College in Portland (Oregon) und ab 1915 Associate Professor und 1919 Professor in Princeton. 1927 wurde er Leiter der Forschung am Palmer Laboratory und 1929 Vorstand der Physikfakultät. 1930 bis 1948 war er Präsident des MIT (und danach bis zu seinem Tod Präsident der MIT Corporation). Er führte das MIT erfolgreich durch die Zeit der Großen Depression und die Zeit im Zweiten Weltkrieg, in der es eng mit dem Militär kooperierte, insbesondere in der Radar-Forschung. 1933 bis 1935 war er im Scientific Advisory Board von Franklin Delano Roosevelt und ab 1940 war er im National Defense Research Committee (NDRC), das 1941 im Office of Scientific Research and Development aufging. Dort leitete er die Radar-Zusammenarbeit mit Großbritannien. Er war auch im Komitee für Synthetik-Kautschuk und ab 1945 im Interim Committee von Harry Truman, den er in Sachen Kernenergie und Kernwaffen beriet.
Er war Experimentalphysiker und befasste sich mit Elektronik und Spektroskopie.
1927 war er Präsident der American Physical Society. Er war Mitglied der National Academy of Sciences (seit 1924) und der American Philosophical Society (seit 1923) sowie Präsident der  American Association for the Advancement of Science. 1951 wurde er Offizier der Ehrenlegion. Er erhielt 1931 den Rumford Prize der American Academy of Arts and Sciences, deren Mitglied er im selben Jahr wurde, und 1946 die Presidential Medal for Merit.
1970 wurde der Mondkrater Compton nach ihm und seinem Bruder benannt.